# Mariano Borrell y Folch
Mariano Borrell y Folch (1828-1896) fue un dibujante y profesor español.

## Biografía

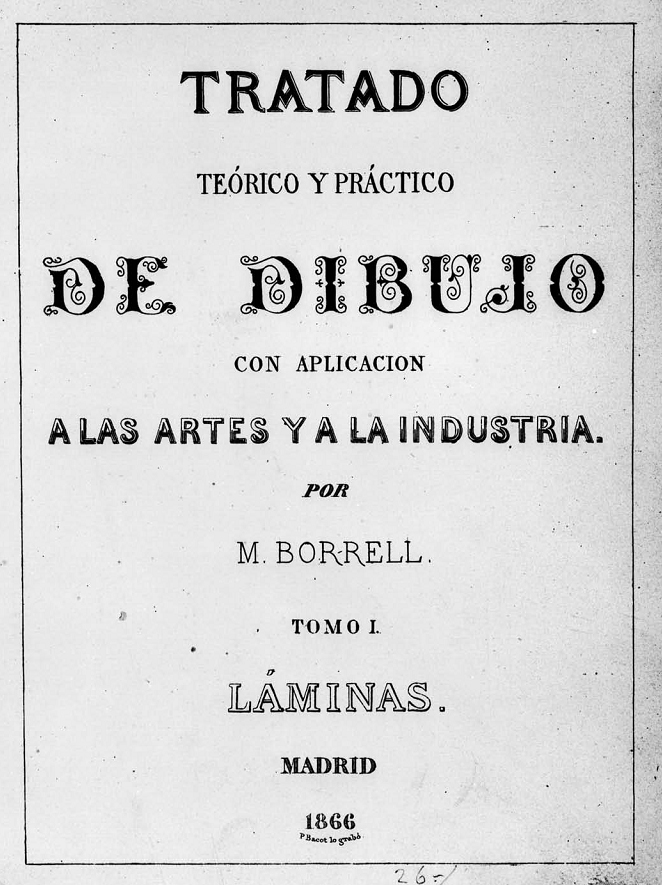
Tratado teórico y práctico del dibujo con aplicación a las artes y a la industria (1866).

Nacido en Barcelona en 1828, se dedicó en dicha ciudad en 1839 al estudio del dibujo, alcanzó en ese mismo año y los sucesivos diferentes premios en las clases del yeso, figura, perspectiva y adorno. Nombrado ayudante de la Escuela de Bellas Artes de dicha ciudad, pasó en 1853 a Sevilla, y en 1855 o 1856 al Real Instituto Industrial de Madrid, después de un paso por la Escuela Industrial de Valencia. En el Real Instituto Industrial formó buenos discípulos, como lo acreditan los premios alcanzados por estos en Bayona en 1864 y en París en 1867. Sus diferentes viajes al extranjero le dieron ocasión a que escribiese una Memoria acerca del dibujo industrial en Bélgica, Francia y Alemania, memoria que pasó por conducto del referido Instituto al Ministerio de Fomento.
En 1856 dirigió la publicación de un Tratado de dibujo topográfico que dieron a luz los alumnos de su clase, y en 1867 publicó otro Tratado de dibujo industrial, que fue declarado de texto en unión al de Isaac Villanueva, que venía siendo el único desde largos años atrás. En el anfiteatro del Conservatorio de Artes también había pinturas de su mano. Igualmente dibujaría varias láminas para diferentes publicaciones periódicas. A finales de la década de 1880 desempeñaría una cátedra en la Escuela Central de Artes y Oficios, además de ser por aquel entonces miembro correspondiente de la Real Academia de Ciencias Naturales y Artes de Barcelona y de otras corporaciones nacionales y extranjeras. En 1867 publicó otro Tratado de dibujo, con aplicación a las artes y a la industria. Además publicó un volumen en folio mayor de láminas, complemento del Tratado de dibujo. Habría fallecido en 1896.